# Richard Puller von Hohenburg

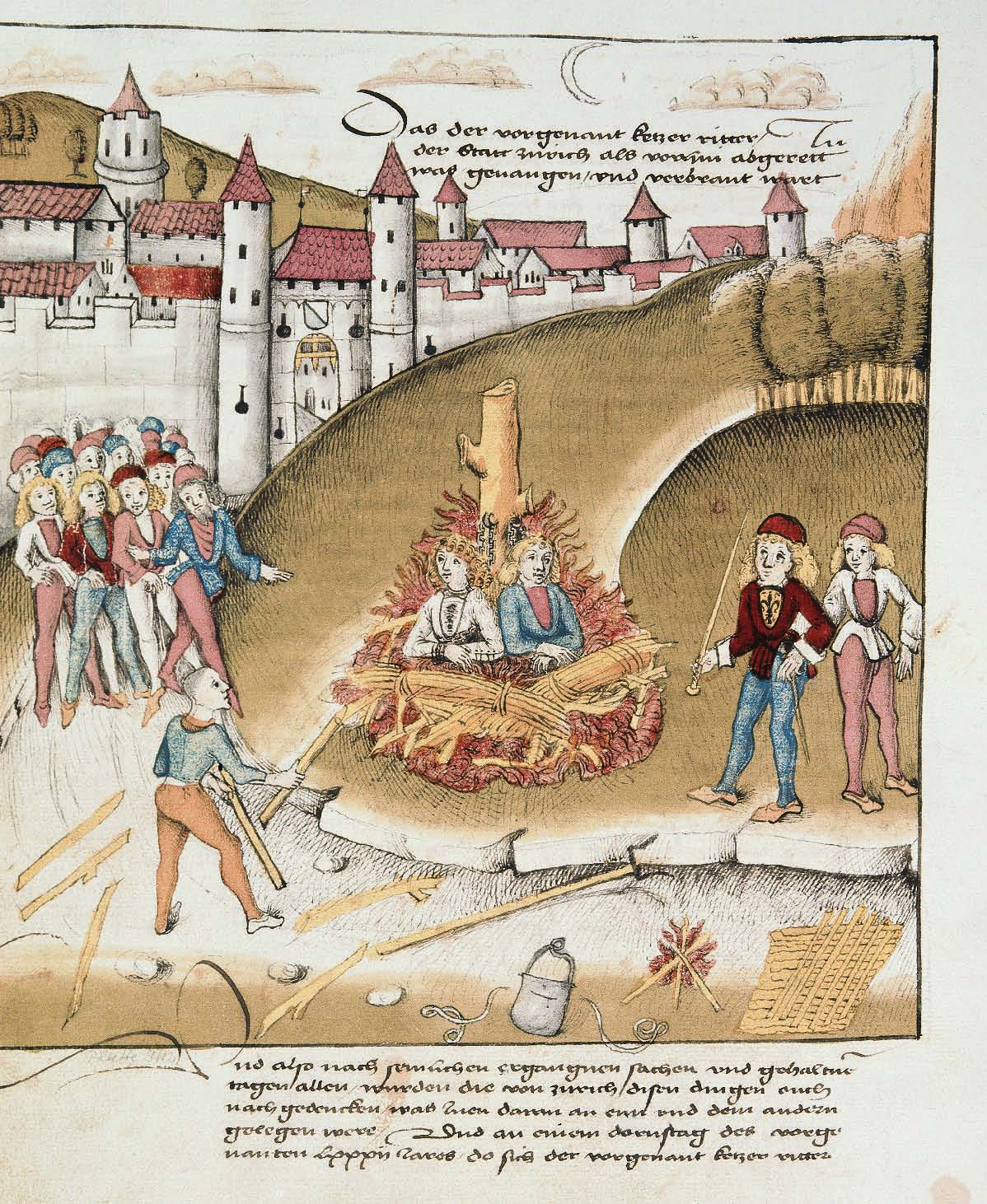
Ilustração manuscrita da queima de Puller e seu servo diante dos muros de Zurique para sodomia, 1482. Do Grosse Burgunderchronik de Diebold Schilling. A representação da execução como antes das muralhas da cidade é histórica, pois Puller foi realmente queimado na praça do mercado de Zurique.

Richard Puller von Hohenburg (1454 - 24 de setembro de 1482)  foi um nobre e cavaleiro da Alsácia e Suíça do século XV. Ele é notável por suas ligações homossexuais, sua evitação estratégica de acusação e execução posterior por sua homossexualidade .

## Biografia
Richard Puller von Hohenburg nasceu em 1454 como filho único do bem-sucedido nobre Konrad von Hohenburg, descendente do menestrel do século XIII Der Pülle 
Em 1463, o nobre suíço Wirich von Berstett capturou um dos servos de Puller, um homem chamado Ludwig Fischer, depois de ter sido visto vestido com roupas luxuosas e mais dinheiro do que sua ocupação lhe daria. No início da Europa moderna, presentes de roupas eram frequentemente usados como evidência de oferta de serviços sexuais impróprios, apresentados como um sinal de amor ou suborno do participante pagante. Sob tortura, Fischer revelou que Puller o havia perseguido romanticamente, um ato que ele usou em sua vantagem chantageando Puller por dinheiro e status. Ele foi despojado de seus feudos, que foram transferidos para o bispo de Estrasburgo, Rupert do Palatinado-Simmern . Apesar disso, nenhum julgamento ocorreu e ele foi libertado da prisão logo depois.
Embora tivesse conseguido escapar da acusação em 1463, em 1474, Puller foi novamente acusado de sodomia . Mesmo com uma acusação tão severa, Puller conseguiu escapar de consequências negativas através da manipulação estratégica de seu status social. Ele obteve, ou forjou, cartas de recomendação de autoridades longínquas, jogando os nobres alsacianos locais fora das potências imperiais seculares do Sacro Império Romano, tudo para sua própria vantagem. Em 1476, Puller foi libertado sob um conjunto de condições: confessar seus crimes, desistir de suas propriedades e prisão monástica . Puller fugiu da Alsácia logo depois, despido de seus pertences alsacianos, mas nunca começando sua vida monástica.
Em 1476, Puller procurou a Antiga Confederação Suíça, um refúgio popular para criminosos europeus, em busca de ajuda para recuperar suas propriedades perdidas. Ele pediu ajuda às autoridades da cidade de Berna, que rejeitaram seus apelos após muita deliberação e depois às autoridades de Zurique, que foram mais atenciosas e o aceitaram. Apesar disso, as reivindicações de Puller criaram algum conflito com a cidade de Estrasburgo, que havia sido um aliado próximo da Confederação, tornando-se um incômodo político para as autoridades da cidade que desejavam proteger suas boas relações. Isso levou à conveniente descoberta de um relacionamento homossexual entre Puller e seu servo, Anton Mätzler, em 1482 - aliviando a tensão entre as duas cidades.
O cronista contemporâneo Diebold Schilling, o Velho, relatou que, como antes, esse ato havia sido descoberto pelas jazidas de seu servo com "roupas preciosas, camisas bonitas e outros tesouros" em sua posse, que os oficiais suspeitavam serem presentes sexuais de seu mestre . Puller foi acusado pelos funcionários de "heresia" (embora isso não significasse no sentido moderno de não conformidade religiosa, mas no sentido medieval de sodomia), preso e depois submetido a tortura. De acordo com a tortura das autoridades da cidade, Puller aparentemente confessou ter tido relações homossexuais com Mätzler e vários outros homens. Conseqüentemente, ele foi condenado a ser queimado na estaca da praça do mercado de Zurique, ao lado de seu servo Mätzler. Em 24 de setembro de 1482, uma grande multidão se reuniu para ver Puller executado. Puller foi convidado a repetir sua confissão, mas ele recusou, alegando que a acusação de sodomia era apenas uma cobertura para as autoridades de Zurique que desejavam tomar suas terras e fortunas. Um desses funcionários mencionados pelo nome foi Hans Waldmann, então prefeito de Zurique, que mais tarde seria executado por várias acusações (entre elas, sodomia) após uma carreira política espetacular, porém breve e impopular em Zurique. Com a execução de seu último descendente, a família nobre dos von Hohenburgs pereceu, com seu apelido passando para a família Sickinger.